# E-Administration
Unter E-Administration – oder E-Government im engeren Sinn (Government steht im Englischen für Regieren und Verwalten), auch E-Verwaltung, e-service public – versteht man die Informations- und kommunikationstechnisch unterstützte Entwicklung (ICT), Vereinfachung und Durchführung von Prozessen zur Information, Kommunikation und Transaktion zwischen staatlichen Institutionen (Exekutive, Legislative, Judikative, Behörden/öffentliche Verwaltung) und Bürgern, Einwohnern (G2C und C2G), Organisationen und Unternehmen (G2B und B2G), sowie zwischen staatlichen Institutionen untereinander (G2G).
E-Administration ist somit Teil des E-Governments.

## Ziel
E-Government soll den Bürgern schnellere und unkompliziertere Dienstleistungen bieten und dem Staat dadurch Kosten ersparen. Der „Staat“ soll von einer Vaterrolle in eine dienstleistungsorientierte Partnerrolle gewandelt werden.
Hierbei soll die Interaktivität von Informations- und Kommunikationstechnologien für den Geschäftsverkehr mit dem Bürger genutzt werden, damit vorhandenes Personal überwiegend für die Erledigung der eigentlichen Anfragen eingesetzt werden kann.

## Ursachen
E-Government ist mit der Zeit zu einem selbstverständlichen Dienst von Verwaltungen geworden. Man verspricht sich von E-Government neben einer höheren Effektivität der Dienstleistungen auch eine Verbesserung des Zugangs zu Informationen und Wissen.
Zur raschen Entwicklung des E-Governments haben einerseits Erfahrungen der Bürger und Unternehmen beigetragen, die den Einsatz von Informations- und Kommunikationstechnologien auch aus anderen Bereichen des Alltags kennen, etwa E-Banking, und die Vorzüge (Zeitersparnis, Erreichbarkeit und Qualität der Dienstleistungen) nun auf die Exekutive übertragen.
Andererseits führte die zunehmende Finanznot von Verwaltungen zum Wunsch nach Kostensenkungen, die durch E-Government teilweise erreichbar sind. Hierbei spielen insbesondere auch strategische Überlegungen, etwa hin zu New Public Management eine Rolle.

## Nutzen
E-Government muss mit einer Analyse und Optimierung der Geschäftsprozesse einhergehen. Durch Medienbrüche sind viele Prozesse gar nicht für E-Government geeignet, jedoch ist es sinnvoll, zu überprüfen, ob durch Arbeitsablaufverarbeitung eine prozessorientierte Umgestaltung erfolgen kann.
Für den Bürger liegen echte Mehrwerte vor allem bei Transaktionsprozessen, weniger bei Informations- und Kommunikationsprozessen. Tatsächlich sind Informationsprozesse (z. B. die Möglichkeit, Öffnungszeiten im Web abzufragen) und Kommunikationsprozesse (z. B. die Möglichkeit, per E-Mail Kontakt mit einem Mitarbeiter aufzunehmen) in vielen Verwaltungen der deutschsprachigen Länder bereits stark entwickelt. Vielfach fehlt es jedoch an der Möglichkeit, interaktiv Formulare auszufüllen oder Anträge zu stellen (Transaktionsprozesse).
Insbesondere der Einsatz von Content-Management-Systemen (CMS) kann bei Strukturierung von Webpräsenzen hilfreich sein und somit auch dem E-Government dienen. Vielfach werden solche Systeme in Verwaltungen aber noch nicht eingesetzt. Im Rahmen der Initiative BundOnline 2005 wurde u. a. deshalb eine Basiskomponente Content-Management-System bereitgestellt, die speziell für den Bedarf der Bundesverwaltung entwickelt wurde, der sogenannte Government Site Builder (GSB). Im Rahmen der sogenannten „Kieler Beschlüsse“ kann diese Basiskomponente auch von Ländern und Kommunen genutzt werden, die dazu allerdings über Lizenzen für das zugrunde liegende kommerzielle Content-Management-System verfügen müssen.
Für die Wirtschaft ergeben sich durch E-Government Vorteile: Die Effektivität und Beschleunigung von Behördengängen führt zu Einsparungen und stärkt sowohl die einzelnen Unternehmen, wie auch den gesamten (europäischen) Wirtschaftsraum im internationalen Wettbewerb. Außerdem werden durch ständig verfügbare (internationale) Behördendienste die Warenverkehrsfreiheit und die Niederlassungsfreiheit gefördert und unterstützt.
Abgesehen von diesen erheblichen Vorteilen für Bürger und Wirtschaft entsteht auch für die Behörden ein Vorteil, der nicht vergessen werden sollte: die Kostenersparnis. Durch neue elektronische und oft automatisierte Abläufe wird Zeit und somit Geld gespart. Allein der Bund rechnet bei Umsetzung seiner Initiative BundOnline 2005 mit jährlichen Kosteneinsparungen von rund 400 Millionen Euro bei einem Gesamtinvestitionsvolumen von 1,65 Milliarden Euro. Dies würde bedeuten, dass sich die Einführung von E-Government-Leistungen bereit in ca. 4 Jahren amortisiert hätte. „Angesichts europaweit knapper Haushaltskassen stellt sich damit anstelle der Frage, warum Europa E-Government braucht, eher die, ob Europa es sich leisten kann, auf E-Government zu verzichten“.
Weiterhin problematisch stellt sich aber die konkrete Nutzenquantifizierung dar. Die in der Verwaltung gängige Methodik für Wirtschaftlichkeitsbetrachtung von IT-Projekten (WiBe 4.0 der KBSt) ist zwar inzwischen um „externe Nutzeneffekte“ erweitert worden, dies jedoch nur hinsichtlich qualitativer Nutzenaspekte. Wesentliche Nutzenpotenziale von E-Government-Lösungen für die „Verwaltungskunden“ – also bei Bürgern sowie insbesondere der Wirtschaft – bleiben damit in der konkreten Berechnung von Amortisationszeiträumen weiterhin unberücksichtigt und führen häufig zu negativen Kapitalwerten der – volkswirtschaftlich eigentlich sinnvollen – E-Government-Projekte.

## Erfolgreiche Ausgestaltung
Eine Voraussetzung für E-Government ist das Vorhandensein eines Leitbildes, das E-Government unterstützt.
Eine Betrachtung von Kosten und Nutzen durch die Einführung von E-Government-Dienstleistungen muss durchgeführt werden. Es ist sinnvoll, Dienstleistungen mit hohen Fallzahlen online anzubieten. Auch müssen die Prozesse relativ einfach auf ein IT-System abbildbar sein.
Marketingmaßnahmen führen zu einer Akzeptanz des E-Governments.
Mitarbeiter müssen für E-Government motiviert und qualifiziert werden.
Eine Kooperation zwischen Verwaltungen, Wirtschaft und Forschung ist bei der Einführung von E-Government hilfreich.
Der Einsatz eines Projekt- und Veränderungsmanagements ist bei der Einführung von E-Government unerlässlich.
Im Rahmen der Umstellung öffentlicher Dienstleistungen und Verwaltungsprozesse auf E-Government werden üblicherweise alle Aufgaben öffentlicher Einrichtungen in einem Katalog zusammengefasst und auf ihre Internetfähigkeit überprüft. Die öffentliche Hand muss dabei ihre Produkte und Angebote nach den Bedürfnissen der Bürger ausrichten.
Im Rahmen der Umstellung müssen die Prozessabläufe der entsprechenden Dienstleistungen analysiert und optimiert werden. Das reine Onlinestellen von öffentlichen Dienstleistungen ist noch kein E-Government und wird weder Einsparungen noch Vereinfachungen bewirken.
Einen Rahmen für die Vorgehensweise hat das Bundesamt für Sicherheit in der Informationstechnik (BSI) mit seinem E-Government-Handbuch gesteckt.
Bei der Bereitstellung von E-Government-Diensten wird normalerweise zwischen Anwender- und Verwaltungssicht unterschieden. So möchte ein Bürger sich nicht damit auseinandersetzen, welche Behörde für welchen Teilprozess der Dienstleistung zuständig ist und welche Hierarchie bei den Verwaltungen herrscht. Er bekommt daher beispielsweise auf einer Webpräsenz eine Lebenslage (z. B. „Eheschließung“, „Geburt“) präsentiert. Die interne Sicht sorgt dann automatisch für die Weiterleitung der Anfrage an die beteiligten Behörden. Die Grundlage zur Strukturierung von Verwaltungsdienstleistungen bildet der Leistungskatalog der Öffentlichen Verwaltung „LeiKa“.
Folgende Punkte müssen bei der Umsetzung von E-Government-Plänen besonders beachtet werden:

### Umstrukturierung der Verwaltungsabläufe
Im Vergleich zur Wirtschaft erscheinen die Verwaltungsabläufe im öffentlichen Dienst oft langsam und schwerfällig. Der Grund hierfür liegt oft bei lange gewachsenen Strukturen und daraus resultierende enge Zuständigkeitsbereiche. Enge Zuständigkeitsbereiche führen dazu, dass schon bei wenig komplexen Abläufen viele Stellen involviert sind. Dies benötigt viel Zeit insbesondere, da hier häufig auf papiergebundenen Kommunikation zurückgegriffen wird. Wenn E-Government in dieser Beziehung zu Verbesserungen führen soll, reicht es nur selten aus, die bestehenden Verfahren ins elektronische Medium zu „übersetzen“. Vielmehr sind regelmäßig grundlegende Umstrukturierungen der tradierten Verfahrensabläufe erforderlich, um Europas Behördendienste interoperabel und „in Echtzeit“ erbringen zu können. Deswegen ist die reinen Implementation von Informationstechnologie nicht ausreichend, sondern es muss interoperablen, effizienten und nutzerorientierten Verwaltungsarchitektur geschaffen werden, die den Nutzen moderner Technologie maximiert. Gleichzeitig müssen sie die Umstrukturierung der Verwaltungsabläufe unterstützen und vorantreiben. Die größte Effizienzsteigerung lässt sich dabei nur dann realisieren, wenn Technologie und Organisation zugleich umgestellt werden.

### Interoperabilität
Ein weiterer Problemschwerpunkt, der bei der Umsetzung der E-Government-Initiativen beachtet werden muss, ist die Interoperabilität von Dienstleistungen. Damit ist hauptsächlich das Ziel gemeint, Daten und Informationen ohne Schnittstellenprobleme oder -verluste von einer Behörde zur Nächsten transferieren zu können. Hierzu müssen offenen Schnittstellen und gemeinsame Protokolle und Datenformate verwendet werde, damit Daten über nationale oder administrative Grenzen hinweg ausgetauscht werden können. Gleichzeitig muss verhindert werden, dass in einzelnen Verwaltungsbereichen Insellösungen entstehen, die den Erfolg des gesamten Projektes gefährden könnten.

### Soziale Inklusion
Die soziale Inklusion ist ein weiterer Problemschwerpunkt bei der Umsetzung von E-Government. Es muss sichergestellt werden, dass während und nach der Umstrukturierung der Verwaltungsabläufe keine Bevölkerungsgruppe benachteiligt oder von den Behördendienstleistungen ausgeschlossen ist. Deswegen gilt für elektronische Dienste, dass sie jedem Plattformunabhängig zugänglich sein müssen. Damit im Laufe der Zeit ein Großteil der Nutzer in der Lage ist die (neue) Technik zu beherrschen sind im Aktionsplan eEurope 2005 E-Learning-Komponenten inbegriffen. E-Government-Dienste sollen möglichst in allen Sprachen der EU abrufbar sein um Sprachbarrieren zu verhindern. Ebenfalls soll bei der Erstellung der elektronischen Dienste darauf geachtet werden, dass diese barrierefrei sind und so auch Personen mit besonderen Bedürfnissen zur Verfügung stehen.

### Datenschutz
Um seiner Aufgabe gerecht zu werden, muss der öffentliche Sektor massiv mit personenbezogenen Daten arbeiten. Eine zunehmende Vernetzung des öffentlichen Sektors erleichtert die Datenverarbeitung erheblich. Die daraus resultierenden Verbesserungen in der Qualität, Verfügbarkeit und Geschwindigkeit der erbrachten Dienste stehen erheblichen Risiken für den Datenschutz gegenüber. Wenn Daten zentral gespeichert werden oder sich verschiedene Verwaltungsstellen Daten gegenseitig automatisiert zugänglich machen, werden Zweckbindung der Datenspeicherung und -verarbeitung ebenso wie die informationelle Gewaltenteilung in Frage gestellt. Die Erstellung detaillierter Persönlichkeitsprofile wird durch elektronische Speicherung, Vernetzung und interoperable Verarbeitung zum Kinderspiel. Hier müssen effektive Maßnahmen getroffen werden, um das ins Wanken geratene Gleichgewicht zwischen effizienter Datenhaltung und dem Schutz personenbezogener Daten wiederherzustellen.

### Koordination
Die fünfte Herausforderung ist insbesondere für E-Government auf EU-Ebene aber auch innerhalb einzelner Projekte von größter Wichtigkeit und hat auch auf die anderen Problembereiche maßgeblichen Einfluss: die Koordination der Aktivitäten. Auf der einen Seite ist die EU ein eigener Verwaltungsapparat mit einer Vielzahl von Verwaltungen mit unterschiedlichen Kompetenzstrukturen, bei deinen die Koordination von E-Government-Aktivitäten ein hohes Maß an Koordination bedarf. Auf der anderen Seite ist die EU der Wächter darüber, dass in den Mitgliedsländern die Aktionspläne eEurope 2002, eEurope 2005 und eEurope 2010 umgesetzt werden und somit die Ziele der sozialen Inklusion, der Interoperabilität, des Datenschutzes und der Umstrukturierung der Verwaltungsabläufe umgesetzt werden. Die Kommission hat daher eine Möglichkeit zum Austausch vorbildlicher Verfahren geschaffen. Die E-Government-Konzepte, die in den Mitgliedstaaten entwickelt und angewendet wurden, sollen anderen Verwaltungsstellen europaweit zur Verfügung gestellt werden, damit diese die besten Konzepte wiederverwerten und weiterentwickeln. So lassen sich kostspielige Parallelentwicklungen vermeiden und damit auch die Kosten für E-Government auf einem niedrigeren Niveau halten. Gleichzeitig wird vertikalen Kompetenzkonflikten vorgebeugt, da die jeweiligen Verwaltungsstellen selbst bestimmen können, ob sie auf das Angebot zurückgreifen und welche Konzepte sie übernehmen.
Ähnlich wie auf EU-Ebene sollen sich auch Bund, Länder und Kommunen in Deutschland nach dem zentralen Prinzip „Einer für Alle (EfA)“ gegenseitig bei der Digitalisierung der öffentlichen Verwaltungen unterstützen. So soll zum Beispiel ein Land oder eine Allianz mehrerer Länder eine Verwaltungsleistung derart digitalisieren, dass andere Länder sie ebenfalls nutzen können und nicht nochmals selbst entwickeln müssen. Dadurch sollen Zeit, Ressourcen und Kosten bei der Digitalisierung gespart werden. Außerdem sollen die Kosten für Betrieb und Weiterentwicklung der Leistung geteilt werden können.

## Initiativen
In Deutschland hat insbesondere die Initiative BundOnline 2005 eine Vorreiterrolle eingenommen. Zwar ist diese Bundesinitiative erfolgreich. Tatsächlich aber haben Bürger eher mit kommunalen Dienstleistungen zu tun. Daher wird BundOnline seit Mitte 2003 ergänzt durch die gemeinsame E-Government-Strategie Deutschland-Online von Bund, Ländern und Gemeinden.
Zudem hat das Bundesministerium für Wirtschaft und Arbeit mit Media@Komm-Transfer eine Initiative ins Leben gerufen, mit der die gesammelten Kenntnisse und Erfahrungen bei der Implementierung erfolgreicher E-Government-Lösungen im kommunalen Bereich einem breiteren Anwenderkreis zugänglich gemacht werden sollen. In 20 Arbeitsgruppen sollen die bisher pilothaft eingeführten E-Government-Anwendungen zuerst harmonisiert und die Ergebnisse anschließend verbreitet werden.

## Internationaler Vergleich
Die Anforderungen an E-Government nahm um die Jahrtausendwende stark zu.
Es ist verständlich, dass E-Government gerade in weniger stark bevölkerten Gebieten einen Mehrnutzen bietet. Dort können die Bürger sich dadurch längere Fahrten zur Verwaltung sparen. So ist E-Government besonders in Skandinavien, Australien und Nordamerika inzwischen weit entwickelt.
Aber auch in Deutschland steigt die Nutzerzahl. Allerdings steigt die Zahl im internationalen Vergleich weniger stark. Im Frühjahr 2005 wurde E-Government in Deutschland nur von rund einem Viertel der Bevölkerung genutzt. Dies liegt insbesondere daran, dass die Rahmenbedingungen (s. oben) in Deutschland nicht so e-government-freundlich sind, wie in anderen Staaten. Eine besondere Rolle spielt der Föderalismus in Deutschland und vor allem die kommunale Selbstverwaltung, die durch fehlende Kooperation der Kommunen die Entwicklung von E-Government hemmt, während in Zentralstaaten Marketing und Förderprogramme für E-Government meist erfolgreich sind. Hemmend wirken außerdem Sicherheitsbedenken der Bürger – eine vertrauenswürdige Authentifizierungslösung hat sich noch nicht durchgesetzt.
In Österreich existiert schon seit 1997 help.gv.at, eine Plattform für elektronische Behördenwege. Das E-Government-Gesetz (E-GovG) regelt den Verkehr zwischen Bürgern, Wirtschaft und Behörden.

## Kritik
Der Wandel öffentlicher Dienstleistungen durch E-Government wirft viele demokratierelevante Fragen auf.
Die Gewerkschaft ver.di hat in ihrer Broschüre „Wie öffentlich und demokratisch wird eGovernment sein?“ 100 Fragen zum Thema E-Government, E-Demokratie und öffentliche Dienste in mehreren Sprachen erstellt. Die Broschüren sind online erhältlich in Deutsch, Englisch, Französisch und Russisch.
Die Gewerkschaft ver.di hat unter dem Titel „Berliner Manifest: Öffentliche Dienste 2.0 – Die Daseinsvorsorge in der Informationsgesellschaft stärken!“ in Zusammenarbeit mit Politik, Verwaltung, Städte- und Gemeindebund, Chaos Computer Club, Wissenschaft, technischer und bürgerrechtlicher Community 10 Leitlinien zu E-Government erstellt.
Auf Grund der föderalen Strukturen (Eigenständigkeit der Kommunen) ist die Umsetzung von E-Government in Deutschland auf kommunaler Ebene kritisch zu hinterfragen.
Insbesondere Kommunen unter 50.000 Einwohnern können regelmäßig nicht das notwendige Wissen bei den eigenen Mitarbeitern bereitstellen und verfügen nicht über die Planungssicherheit oder ein kommunales Leitbild, um E-Government eigenständig zu verankern. In jüngster Zeit wird die Frage lauter, ob E-Government föderale Strukturen bedrohe.